# (9894) 1996 BS1
A (9894) 1996 BS1 a Naprendszer kisbolygóövében található aszteroida. Kobajasi Takao fedezte fel 1996. január 23-án.